# 하성중학교
하성중학교(霞城中學校)는 대한민국 경기도 김포시 하성면 마곡리에 있는 공립 중학교이다.

## 학교 연혁
- 1966년 2월 8일 : 하성중학교 3학급 인가
- 1966년 3월 2일 : 제1회 입학식(64명)
- 1966년 7월 1일 : 제1대 장성구 교장 취임
- 1969년 1월 27일 : 제1회 졸업식(61명)
- 1971년 2월 3일 : 각 학년 5학급 증설 인가
- 2009년 9월 20일 : 인조잔디운동장 개장
- 2023년 9월 1일 : 제17대 이종민 교장 취임
- 2024년 1월 9일 : 제56회 졸업식(30명, 누계 8,791명)
- 2024년 3월 24일 : 입학(44명)

## 참고 자료
- 하성중학교 - 한국교육학술정보원 학교알리미